# Dorothy Young
Dorothy Lena Young (3 de mayo de 1907 – 20 de marzo de 2011) fue una actriz estadounidense, conocida por trabajar como la asistente teatral de Harry Houdini desde 1925 hasta 1926. Después de su retiro, Dorothy empezó a trabajar en la actuación, principalmente en Broadway.

## Carrera
Young fue seleccionada para trabajar con Houdini porque ella tenía menos estatura que él. Young se retiró de su trabajo como asistente dos meses antes de la muerte de Houdini el 31 de octubre de 1926. Young también apareció en varios documentales de Houdini.
Después de la muerte de Houdini, Young apareció en varias obras de Broadway, incluyendo Jarnegan (1928–29), Conquest (1933) y New Faces of 1936 (1936). Después de retirarse de la actuación, Dorothy y su esposo, Gilbert Kiamie, empezaron a recorrer el país con su banda "Dorothy and Gilbert".
Fue autora de dos novelas que están basadas en su vida: Diary Without Dates y Dancing on a Dime, que se convirtió en una película de 1940 producida por Universal Studios, así como la novela Touring with Houdini, que fue publicado en 2003.

## Vida personal
Su primer esposo, Robert Perkins, murió después de 13 años de matrimonio. Su segundo esposo, Gilbert Kiamie, murió en 1992. Young, quién era la última sobreviviente de los espectáculos de Houdini, murió en Tinton Falls (Nueva Jersey), el 20 de marzo de 2011 a los 103 años.

## Legado
- The Dorothy Young Center for the Arts, ubicado en la Universidad Drew en Madison (Nueva Jersey).